# Роман в бальной комнате
«Роман в бальной комнате» (англ. The Ballroom of Romance) — драматический фильм 1982 года режиссёра Пэта О'Коннора по одноимённому рассказу Уильяма Тревора. За эту ленту О'Коннор получил премию «British Academy Television Awards» в категории «лучший драматический телефильм», которая вывела его карьеру на международный уровень.

## Сюжет
1950-е годы, сельская Ирландия. В течение 20 лет, 36-летняя Бриди регулярно по субботам посещала местный танцевальный зал в надежде найти хорошего мужа, помогшего бы ей поднять ферму своей семьи. Её отец — инвалид, а она одна каждый день работает на земле. Барабанщик Дано Райан, в которого Бриди влюбилась, сказал ей, что он любит одну вдову. Друзья пытаются утешить её, но бесполезно. Теперь, на танцах, в окружении молодых симпатичных женщин, она приходит к осознанию того, что все хорошие мужчины её поколения эмигрировали, и её единственной оставшейся надеждой стал брак с ненадёжным алкоголиком Боузером Иганом. Он обещает ей, что его мать умрёт в течение двух лет, и он провожаёт её домой через дикое поле, с её последних танцев.

## В ролях
| Актёр          | Роль          |
| -------------- | ------------- |
| Бренда Фрикер  | Бриди         |
| Джон Кавана    | Боузер Иган   |
| Мик Лалли      | Дано Райан    |
| Ниалл Тойбин   | Эйес Хорган   |
| Джо Пилкингтон | Тим Дэйли     |
| Брид Бреннан   | Пэтти Бирн    |
| Ингрид Крэйги  | Эни Макки     |
| Сирил Кьюсак   | мистер Дуайер |

## История создания и принятие

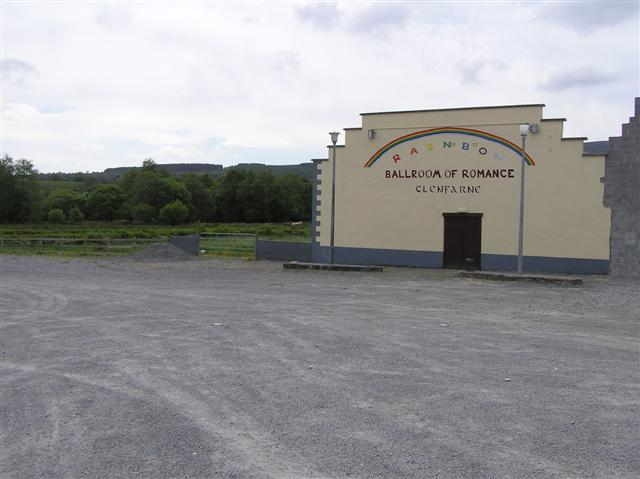
Танцевальный зал «Rainbow Ballroom of Romance» в Гленфарне, 2008 год.

Автор рассказа, ирландский писатель Уильям Тревор отмечал, что фильм О'Коннора очень верен оригинальной истории, говорив, что в его детстве были и танцы, и разочарования на них. Как позже говорил Тревор, при создании рассказа он был вдохновлён танцевальным залом «Rainbow Ballroom of Romance» в деревушке Гленфарн в графстве Литрим, у которого остановился, проезжая мимо на мотоцикле: мне «действительно очень понравилось имя "Ballroom of Romance", но остальное было в моем воображении. Там нет большой истории, но я не говорю, что это не было большим рассказом. Это была не моя тема. Это была тема человеческой природы, которую очень интересно исследовать. Я снова и снова её исследовал». Сборник с этим рассказом, озаглавленный «The Ballroom of Romance», вышел в 1972 году. Некоторое время спустя, продюсеры «British Broadcasting Corporation», прочитав книгу с этим рассказом, решили на его основе снять фильм. Так как зал «Радуга» был к тому времени перестроен, режиссёр Пэт О'Коннор решил искать другой более старомодный зал, который был найден в деревне Балликрой, на западе графства Мейо, где и прошла большая часть съемок, а большинство жителей деревни поучаствовали в них в качестве актёров. Когда фильм вышел в прокат в Великобритании, кинокритики дали ему высокую похвальную оценку, а для зрителей в Ирландии он и вовсе стал культовым.